# آندره‌آ مازیلو
آندره‌آ مازیلو (ایتالیایی: Andrea Masiello؛ زادهٔ ۵ فوریهٔ ۱۹۸۶) بازیکن فوتبال اهل ایتالیا است.

## باشگاهی
از باشگاه‌هایی که در آن بازی کرده‌است می‌توان به یوونتوس، آولینو، سیه‌نا، جنوآ، باری و آتالانتا اشاره کرد.